# 925 (numero)
Novecentoventicinque (925) è il numero naturale dopo il 924 e prima del 926.

## Proprietà matematiche
- È un numero dispari.
- È un numero composto, con 6 divisori: 1, 5, 25, 37, 185, 925. Poiché la somma dei suoi divisori (escluso il numero stesso) è 253 < 925, è un numero difettivo.
- È un numero pentagonale.
- È un numero odioso.
- È parte delle terne pitagoriche (43, 924, 925), (259, 888, 925), (285, 880, 925), (300, 875, 925), (372, 925, 997), (520, 765, 925), (533, 756, 925), (555, 740, 925), (925, 2220, 2405), (925, 3360, 3485), (925, 11544, 11581), (925, 17100, 17125), (925, 85560, 85565), (925, 427812, 427813).
- È un numero fortunato.
- È un numero congruente.
- È un numero ondulante nel sistema posizionale a base 6 (4141).
- È un numero palindromo e un numero ondulante nel sistema di numerazione posizionale a base 22 (1K1), e in quello a base 28 (151).
- È un numero a cifra ripetuta  e palindromo nel sistema posizionale a base 36 (PP).

## Astronomia
- 925 Alphonsina è un asteroide della fascia principale del sistema solare.
- NGC 925 è una galassia spirale della costellazione del Triangolo.
- IC 925 è un oggetto celeste.

## Astronautica
- Cosmos 925 è un satellite artificiale russo.

## Altri ambiti
- Nokia Lumia 925  è uno smartphone prodotto da Nokia che fa parte della serie Lumia.
- New Brunswick Route 925 è una autostrada del Nuovo Brunswick, Canada.
- Maryland Route 925 è una autostrada in Maryland, Stati Uniti d'America.
- Hokkaido Prefectural Road Route 925 è una strada a Shibetsu, Giappone.
- PR-925 è una autostrada in Paraná, Brasile.